# Сельское поселение Давыдовское (Московская область)
Се́льское поселе́ние Давы́довское — упразднённое муниципальное образование в Орехово-Зуевском районе Московской области России. 10 января 2018 года его территория вошла в новообразованный городской округ Ликино-Дулёво.
Административный центр — деревня Давыдово.

## Образование
Муниципальное образование «Сельское поселение Давыдовское» в существующих границах было создано в 2005 году на основании закона Московской области «О статусе и границах Орехово-Зуевского муниципального района и вновь образованных в его составе муниципальных образований».

## Население
| 2006    | 2007    | 2008    | 2009    | 2010    | 2011    |
| ------- | ------- | ------- | ------- | ------- | ------- |
| 12 029  | ↘11 133 | ↘11 045 | ↘10 993 | ↗12 072 | ↗12 208 |
| 2012    | 2013    | 2014    | 2015    | 2016    | 2017    |
| →12 208 | ↘12 031 | ↘12 013 | ↗12 022 | ↘11 936 | ↘11 873 |
| 2018    |         |         |         |         |         |
| ↘11 785 |         |         |         |         |         |

## Населённые пункты
В состав поселения вошли 9 деревень бывшего Давыдовского сельского округа:
| Вид     | Наименование | Население, чел. (2010) |
| ------- | ------------ | ---------------------- |
| деревня | Анциферово   | 451                    |
| деревня | Барское      | 96                     |
| село    | Гора         | 115                    |
| деревня | Давыдово     | 10918                  |
| деревня | Елизарово    | 65                     |
| деревня | Запонорье    | 134                    |
| деревня | Костино      | 138                    |
| деревня | Ляхово       | 62                     |
| деревня | Яковлевская  | 93                     |

Согласно текущей редакции закона от 2011 года в состав муниципального образования всё ещё входят 9 населённых пунктов. При этом согласно информации на официальном сайте Орехово-Зуевского района в состав поселения входит 11 населённых пунктов, что отражает их фактическое количество, так как у деревни Давыдово имеется несмежный чересполосный участок — посёлок при станции Давыдово, который формально является улицей Железнодорожная деревни Давыдово, хотя и отделён от неё расстоянием около 0,5 км; аналогичным образом удаленный на 4 км от деревни Анциферово посёлок у железнодорожной платформы Анциферово формально считается чересполосным участком в качестве улицы Железнодорожная деревни Анциферово.